# Djamila Tamazirt
Djamila Tamazirt (arabe : جميلة تمازيرت), née le 5 novembre 1956, est une femme politique algérienne.
Elle est nommée ministre de l'Industrie et des Mines au sein du gouvernement Bedoui le 31 mars 2019. Le gouvernement est dissous le 4 janvier 2020.
Elle est incarcérée et poursuive par le parquet de la cour d'Alger pour l’affaire du complexe de Corso, pour « abus de pouvoir volontaire à l’effet d’accorder d’indus privilèges en violation des lois et réglementations, octroi d’avantages indus lors de la passation de marchés publics, dilapidation volontaire et détournement de deniers publics dans le cadre de l’exercice des fonctions, trafic d’influence, conflit d’intérêts, fausse déclaration des biens, blanchiment d’argent et de revenus criminels issus de la corruption ».
Le 4 janvier 2021, le juge d'instruction ordonne le placement en détention provisoire pour « détournement de deniers publics et octroi d’indus avantages au groupe industriel Amenhyd ».
Elle est condamnée à cinq ans de prison en février 2022.